# Lijst van voetbalinterlands Estland - Portugal
Deze lijst van voetbalinterlands is een overzicht van alle officiële voetbalwedstrijden tussen de nationale teams van Estland en Portugal. De landen speelden tot op heden acht keer tegen elkaar. De eerste ontmoeting, kwalificatiewedstrijd voor het Wereldkampioenschap voetbal 1994, werd gespeeld in Tallinn op 5 september 1993. Het laatste duel, een vriendschappelijke wedstrijd, vond plaats op 8 juni 2016 in Lissabon. Voor het Portugees voetbalelftal was dit een oefenwedstrijd in de voorbereiding op het Europees kampioenschap voetbal 2016.

## Wedstrijden
| № | Plaats   | Datum            | Competitie           | Wedstrijd          | Uitslag |
| - | -------- | ---------------- | -------------------- | ------------------ | ------- |
| 1 | Tallinn  | 5 september 1993 | WK 1994 kwalificatie | Estland – Portugal | 0 – 2   |
| 2 | Lissabon | 10 november 1993 | WK 1994 kwalificatie | Portugal – Estland | 3 – 0   |
| 3 | Tallinn  | 3 september 2000 | WK 2002 kwalificatie | Estland – Portugal | 1 – 3   |
| 4 | Lissabon | 6 oktober 2001   | WK 2002 kwalificatie | Portugal – Estland | 5 – 0   |
| 5 | Leiria   | 8 september 2004 | WK 2006 kwalificatie | Portugal – Estland | 4 – 0   |
| 6 | Tallinn  | 8 juni 2005      | WK 2006 kwalificatie | Estland – Portugal | 0 – 1   |
| 7 | Tallinn  | 10 juni 2009     | Vriendschappelijk    | Estland – Portugal | 0 – 0   |
| 8 | Lissabon | 8 juni 2016      | Vriendschappelijk    | Portugal − Estland | 7 − 0   |

## Samenvatting
| Competitie        | Totaal gespeeld | Winst Estland | Gelijk | Winst Portugal | Doelsaldo Estland – Portugal |
| ----------------- | --------------- | ------------- | ------ | -------------- | ---------------------------- |
| WK-kwalificatie   | 6               | 0             | 0      | 6              | 1 − 18                       |
| Vriendschappelijk | 2               | 0             | 1      | 1              | 0 − 7                        |
| Totaal            | 8               | 0             | 1      | 7              | 1 − 25                       |

Wedstrijden bepaald door strafschoppen worden, in lijn met de FIFA, als een gelijkspel gerekend.

## Details

### Eerste ontmoeting
| WK 1994 kwalificatie (Tallinn, Estland, 5 september 1993): |       |                                 |
| Estland                                                    | 0 – 2 | Portugal                        |
|                                                            | goals | 31' Rui Costa 76' António Folha |

### Tweede ontmoeting
| WK 1994 kwalificatie (Lissabon, Portugal, 10 november 1993): |       |         |
| Portugal                                                     | 3 – 0 | Estland |
| Paulo Futre 2' Oceano 37' (pen.) Rui Águas 86'               | goals |         |

### Derde ontmoeting
| WK 2002 kwalificatie (Tallinn, Estland, 3 september 2000):     |       |                                                  |
| Estland                                                        | 1 – 3 | Portugal                                         |
| Andres Oper 84'                                                | goals | 14' Rui Costa 49' Luís Figo 57' Ricardo Sá Pinto |
| - Laatste interland voor scheidsrechter Charles Agius (Malta). |       |                                                  |

### Vierde ontmoeting
| WK 2002 kwalificatie (Lissabon, Portugal, 6 oktober 2001):                   |       |         |
| Portugal                                                                     | 5 – 0 | Estland |
| João Pinto 29' Nuno Gomes 49' Pedro Pauleta 58' Nuno Gomes 64' Luís Figo 78' | goals |         |

### Vijfde ontmoeting
| WK 2006 kwalificatie (Leiria, Portugal, 8 september 2004):                    |       |         |
| Portugal                                                                      | 4 – 0 | Estland |
| Cristiano Ronaldo 75' Hélder Postiga 84' Pedro Pauleta 87' Hélder Postiga 90' | goals |         |

### Zesde ontmoeting
| WK 2006 kwalificatie (Tallinn, Estland, 8 juni 2005): |       |                       |
| Estland                                               | 0 – 1 | Portugal              |
|                                                       | goals | 32' Cristiano Ronaldo |

### Zevende ontmoeting
| Vriendschappelijk (Tallinn, Estland, 10 juni 2009): |       |          |
| Estland                                             | 0 – 0 | Portugal |
|                                                     | goals |          |

### Achtste ontmoeting
| Vriendschappelijk (Lissabon, Portugal, 8 juni 2016):                                                                                               |       |         |
| Portugal | 7 – 0 | Estland |
| Cristiano Ronaldo 36' Ricardo Quaresma 39' Cristiano Ronaldo 45' Danilo Luís Hélio Pereira 55' Karol Mets 61' (e.d.) Ricardo Quaresma 77' Éder 80' | goals |         |

EJL · A-internationals · Bondscoaches · Statistieken · Estisch vrouwenelftal · Olympisch elftal · Estland U21 · Estland U20 · Estland U19 · Estland U18 · Estland U17 · Estland U16
1920 – 1929 ·
1930 – 1939 ·
1940 – 1949 ·
1950 – 1990 · 
1990 – 1999 ·
2000 – 2009 ·
2010 – 2019 ·
2020 − 2029
OS 1924
1920 ·
1921 ·
1922 ·
1923 ·
1924 ·
1925 ·
1926 ·
1927 ·
1928 ·
1929 · 
1930 · 
1931 · 
1932 · 
1933 · 
1934 · 
1935 · 
1936 · 
1937 · 
1938 · 
1939 · 
1940 · 
1941 · 
1942 · 
1943 · 1944 · 
1945 · 
1946 · 
1947 · 
1948 · 
1949 · 
1950 – 1990 · 
1991 · 
1992 · 
1993 · 
1994 · 
1995 · 
1996 · 
1997 · 
1998 · 
1999 · 
2000 · 
2001 · 
2002 · 
2003 · 
2004 · 
2005 · 
2006 · 
2007 · 
2008 · 
2009 · 
2010 · 
2011 · 
2012 · 
2013 · 
2014 · 
2015 · 
2016 ·
2017 ·
2018 ·
2019 ·
2020
Albanië ·
Andorra ·
Angola ·
Antigua en Barbuda ·
Argentinië ·
Armenië ·
Azerbeidzjan ·
België ·
Bosnië-Herzegovina ·
Brazilië ·
Bulgarije ·
Canada ·
Chili ·
China ·
Cyprus ·
Denemarken ·
Duitsland ·
Ecuador ·
Egypte ·
El Salvador ·
Engeland ·
Equatoriaal-Guinea ·
Faeröer ·
Fiji ·
Filipijnen ·
Finland ·
Frankrijk ·
Georgië · 
Gibraltar ·
Griekenland ·
Hongarije ·
Hongkong ·
Ierland ·
IJsland ·
Indonesië ·
Irak ·
Israël ·
Italië ·
Jordanië ·
Kazachstan ·
Kirgizië ·
Kroatië ·
Letland ·
Libanon ·
Liechtenstein ·
Litouwen ·
Luxemburg ·
Malta ·
Marokko ·
Mexico ·
Moldavië ·
Montenegro ·
Nederland ·
Nieuw-Caledonië ·
Nieuw-Zeeland ·
Noord-Ierland ·
Noord-Macedonië ·
Noorwegen ·
Oekraïne ·
Oezbekistan ·
Oman ·
Oostenrijk ·
Polen ·
Portugal ·
Qatar ·
Roemenië ·
Rusland ·
Saint Kitts en Nevis ·
San Marino ·
Saoedi-Arabië ·
Schotland ·
Servië ·
Slovenië ·
Slowakije · 
Spanje ·
Tadzjikistan ·
Thailand ·
Trinidad en Tobago ·
Tsjechië ·
Turkije ·
Turkmenistan ·
Uruguay ·
Vanuatu ·
Venezuela ·
Verenigde Arabische Emiraten ·
Verenigde Staten ·
Vietnam ·
Wales ·
Wit-Rusland ·
Zweden ·
Zwitserland
FPF · A-internationals · Selecties · Statistieken · Bondscoaches · Portugees vrouwenelftal · Olympisch elftal · Portugal U21 · Portugal U20 · Portugal U19 · Portugal U18 · Portugal U17 · Vrouwen U17
1921 – 1929 · 
1930 – 1939 · 
1940 – 1949 · 
1950 – 1959 · 
1960 – 1969 · 
1970 – 1979 · 
1980 – 1989 · 
1990 – 1999 · 
2000 – 2009 · 
2010 – 2019 · 
2020 – 2029
EK's: 1984 · 
1996 · 
2000 · 
2004 · 
2008 · 
2012 · 
2016 · 
2020 · 
2024
WK's: 1966 · 
1986 · 
2002 · 
2006 · 
2010 · 
2014 · 
2018 · 
2022
OS: 1928 · 
1996 · 
2004 · 
2016
1921 · 
1922 · 
1923 · 
1924 · 
1925 · 
1926 · 
1927 · 
1928 · 
1929 · 
1930 · 
1931 · 
1932 · 
1933 · 
1934 · 
1935 · 
1936 · 
1937 · 
1938 · 
1939 · 
1940 · 
1942 · 
1943 · 1944 · 
1945 · 
1946 · 
1947 · 
1948 · 
1949 ·
1950 · 
1951 · 
1952 · 
1953 · 
1954 · 
1955 · 
1956 · 
1957 · 
1958 · 
1959 ·
1960 · 
1961 · 
1962 ·
1963 ·
1964 · 
1965 · 
1966 · 
1967 · 
1968 · 
1969 ·
1970 · 
1971 · 
1972 · 
1973 · 
1974 · 
1975 · 
1976 · 
1977 · 
1978 · 
1979 ·
1980 · 
1981 · 
1982 · 
1983 · 
1984 · 
1985 · 
1986 · 
1987 · 
1988 · 
1989 · 
1990 · 
1991 ·
1992 · 
1993 · 
1994 · 
1995 · 
1996 · 
1997 · 
1998 · 
1999 · 
2000 · 
2001 · 
2002 · 
2003 · 
2004 · 
2005 · 
2006 · 
2007 · 
2008 · 
2009 · 
2010 · 
2011 · 
2012 · 
2013 ·
2014 ·
2015 ·
2016 ·
2017 ·
2018 ·
2019 ·
2020 ·
2021 ·
2022
Albanië ·
Algerije ·
Andorra ·
Angola ·
Argentinië ·
Armenië ·
Azerbeidzjan ·
België ·
Bolivia ·
Bosnië-Herzegovina ·
Brazilië ·
Bulgarije ·
Canada ·
Chili ·
China ·
Cyprus ·
DDR ·
Denemarken ·
Duitsland ·
Ecuador ·
Egypte ·
Engeland ·
Estland ·
Faeröer ·
Finland ·
Frankrijk ·
Gabon ·
Georgië ·
Ghana ·
Gibraltar ·
Griekenland ·
Hongarije ·
Ierland ·
IJsland ·
Iran ·
Israël ·
Italië ·
Ivoorkust ·
Joegoslavië ·
Kaapverdië ·
Kameroen ·
Kazachstan ·
Koeweit ·
Kroatië ·
Letland ·
Liechtenstein ·
Litouwen ·
Luxemburg ·
Malta ·
Marokko ·
Mexico ·
Moldavië ·
Mozambique ·
Nederland ·
Nieuw-Zeeland ·
Nigeria ·
Noord-Ierland ·
Noord-Korea ·
Noord-Macedonië ·
Noorwegen ·
Oekraïne ·
Oostenrijk ·
Panama ·
Paraguay ·
Polen ·
Qatar ·
Roemenië ·
Rusland ·
Saoedi-Arabië ·
Schotland ·
Servië ·
Slovenië ·
Slowakije ·
Sovjet-Unie ·
Spanje ·
Tsjechië ·
Tsjecho-Slowakije ·
Tunesië ·
Turkije ·
Uruguay ·
Verenigde Staten ·
Wales ·
Zuid-Afrika ·
Zuid-Korea ·
Zweden ·
Zwitserland
Angola (2006) ·
België (2021) ·
Brazilië (2010) · 
Denemarken (2012) ·
Duitsland (2006) ·
Duitsland (2008) ·
Duitsland (2012) ·
Duitsland (2014) ·
Duitsland (2021) ·
Engeland (2000) ·
Engeland (2006) ·
Frankrijk (2006) ·
Frankrijk (2016) ·
Frankrijk (2021)  ·
Ghana (2014) ·
Griekenland (2004, 2) · 
Hongarije (2021) · 
IJsland (2016) · 
Iran (2006) ·
Iran (2018) ·
Marokko (2018) ·
Marokko (2022) ·
Mexico (2006) ·
Nederland (2006) ·
Nederland (2012) ·
Oostenrijk (2016) · 
Spanje (2012) · 
Spanje (2018) ·
Tsjechië (2008) ·
Tsjechië (2012) · 
Turkije (2008) ·
Verenigde Staten (2014) ·
Uruguay (2018) ·
Zuid-Korea (2022) · 
Zwitserland (2008) · 
Zwitserland (2022)